# Yahaba
Yahaba (矢巾町 Yahaba-chō?) es un pueblo localizado en la prefectura de Iwate, Japón. En octubre de 2018 tenía una población de 27.839 habitantes y una densidad de población de 414 personas por km². Su área total es de 67,32 km².

## Geografía

### Municipios circundantes
- Prefectura de Iwate
  - Morioka
  - Shiwa
  - Shizukuishi

## Demografía
Según datos del censo japonés, la población de Yahaba ha aumentado en los últimos años.
| Año del censo | Población |
| ------------- | --------- |
| 1995          | 21.919    |
| 2000          | 25.268    |
| 2005          | 27.085    |
| 2010          | 27.205    |
| 2015          | 27.678    |